# 8706 Takeyama
A 8706 Takeyama (ideiglenes jelöléssel 1994 CM) a Naprendszer kisbolygóövében található aszteroida. Kobajasi Takao fedezte fel 1994. február 3-án.